# Mesocapromys sanfelipensis
Espèce
Statut de conservation UICN

PED : Peut-être éteint
Mesocapromys sanfelipensis est une espèce de Rongeurs de la famille des Capromyidés qui comprend des hutias. C'est un animal qui est endémique de Cuba. En danger critique d'extinction, ce petit hutia est peut-être même éteint puisqu'il n'a pas été vu depuis 1978.
L'espèce a été décrite pour la première fois en 1970 par les zoologistes cubains Luis S. Varona et Orlando H. Garrido.